# فاديا غيبور
فاديا غيبور (1948-) شاعرة سورية+، شغلت منصب نائب رئيس اتحاد الكتاب العرب عام 2005.

## حياتها
ولدت في سلمية في حماة، ثم انتقلت إلى مدينة مصياف مع أسرتها ودرست في دار المعلمات وعملت معلمة، حصلت على إجازة بالآداب من كلية الآداب قسم اللغة العربية في جامعة دمشق عام 1973.

## شِعرها
لديها العديد من الدواوين الشعرية، نشرت العديد من المقالات في الصحف السورية وخصوصا في صحيفة الفداء، منها:
- للمرأة لغة أخرى.
- ولكني عشقت الأرض والإنسان.
- مزيداً من الحب.
- لدم كهذا.[3][4]
- أرتب أشواقي وأبوح.

## عضويات ومُشاركات
- عضوالمؤتمر العشرين للاتحاد العام للكتاب والأدباء العرب دمشق 1998.
- عضوالمؤتمر الواحد والعشرين للاتحاد العام للكتاب والأدباء العرب بغداد 2001.
- شاركت في عدد من المهرجانات الأدبية والمحلية والعربية، منها:
- مهرجان ملتقى الرمثا الشعري في الأردن عام 1997.
- مهرجان تحرير جنوب لبنان 2 حزيران 2000.
- مهرجان مجلس مدينة زحلة الثقافي أيلول 2000.
- مهرجان الربيع في حماه، مهرجان المدن المنسية في محافظة إدلب، وفي مهرجان عيد الشعر العالمي الذي أقيم في دمشق 2001م وفي حلب 2002 م.
- شاركت بتكريم الشاعر الألماني كورت شفيترز بإعادة صياغة قصيدته (آنا بلوما) شعراً باللغة العربية بمناسبة المعرض العالمي عام 2000 الذي أقيم في مدينة هانوفر الألمانية.